# Jiří Hájek (politik STAN)
Jiří Hájek (* 16. září 1961 Pardubice) je český politik a stavební inženýr, od října 2021 poslanec Poslanecké sněmovny PČR, v letech 2020 až 2024 zastupitel Pardubického kraje, v letech 2014 až 2018 zastupitel města Pardubice, v letech 2010 až 2014 starosta městského obvodu Pardubice V, člen hnutí STAN.

## Život
Vystudoval Fakultu stavební Českého vysokého učení technického v Praze (získal titul Ing.). Původním povoláním je tak stavební inženýr (technik).
Do roku 1999 byl technickým náměstkem ve společnosti Průmstav PSV Pardubice. Následně byl v letech 1999 až 2002 technickým ředitelem ve firmě Janák Hradec Králové a v letech 2002 až 2010 měl vlastní firmu Hájek Engeneering. Od roku 2014 soukromě podniká.
V roce 2008 zakoupil zchátralou kapli svaté Anny v Pardubicích, kterou postupně zrekonstruoval. Od roku 2009 se v ní konají různé kulturní a bohoslužebné aktivity. Rodina Hájků také obnovila parforsní hony, předchůdce Velké pardubické.
Jiří Hájek je ženatý a má dvě děti. Žije v Pardubicích, konkrétně v části Zelené Předměstí.

## Politické působení
V minulosti byl členem US-DEU, později se angažoval jako nestraník ve Sdružení pro Pardubice (SPP) (tj. SNK ED a nezávislí kandidáti). V roce 2015 však vystoupil z SPP, protože se stal členem STAN (v hnutí byl navíc členem Krajského výboru v Pardubickém kraji).
Do komunální politiky vstoupil ve volbách v roce 2002, když byl jako lídr kandidátky US-DEU zvolen zastupitelem městského obvodu Pardubice V. Mandát obhájil ve volbách v roce 2006 jako nestraník za Sdružení pro Pardubice, stejně jako ve volbách 2010, 2014 a 2018 (posledně jako nestraník za hnutí STAN). V letech 2010 až 2014 byl navíc starostou městského obvodu Pardubice V. Na mandát zastupitele městského obvodu rezignoval v prosinci 2021. V komunálních volbách v roce 2022 již do Zastupitelstva městského obvodu Pardubice V nekandidoval.
V minulosti se třikrát neúspěšně pokoušel dostat do Zastupitelstva města Pardubice – v roce 2002 jako člen US-DEU, v letech 2006 a 2010 jako nestraník za Sdružení pro Pardubice. Zvolen zastupitelem města byl až v komunálních volbách v roce 2014, když opět kandidoval jako nestraník za SPP. Na kandidátce byl původně na 7. místě, ale vlivem preferenčních hlasů skončil třetí. Nicméně ve volbách v roce 2018 obhajoval mandát zastupitele města jako nestraník za hnutí STAN na kandidátce subjektu „Pardubáci společně“ (tj. VČ, STAN a PATRIOTI), ale neuspěl (skončil jako první náhradník). V komunálních volbách v roce 2022 neúspěšně kandidoval do zastupitelstva Pardubic z předposledního 38. místa kandidátky hnutí STAN.
V krajských volbách v roce 2012 kandidoval jako nestraník za SNK ED na kandidátce subjektu Koalice pro Pardubický kraj (tj. KDU-ČSL, SNK ED a hnutí Nestraníci) do Zastupitelstva Pardubického kraje, ale neuspěl. Uspěl až ve volbách v roce 2020 jako člen hnutí STAN.
Ve volbách do Poslanecké sněmovny PČR v roce 2021 kandidoval jako člen hnutí STAN na 2. místě kandidátky koalice Piráti a Starostové v Pardubickém kraji a byl zvolen poslancem.
V krajských volbách v roce 2024 obhajoval jako člen hnutí STAN post zastupitele Pardubického kraje, a to na kandidátní listině tohoto hnutí, avšak neuspěl.
Ve volbách do Poslanecké sněmovny PČR v roce 2025 kandiduje na 2. místě kandidátky hnutí STAN v Pardubickém kraji.